# Mo Tae-bum
Mo Tae-bum (kor. 모태범; * 15. Februar 1989) ist ein südkoreanischer Eisschnellläufer.
Im Juniorenalter gewann er 2006 in Erfurt zwei Weltmeisterschaftstitel über 500 Meter und 1500 Meter. 2009 gewann er bei der Winter-Universiade in Harbin zwei Goldmedaillen über 1000 Meter und 1500 Meter.
Bei den Olympischen Winterspielen 2010 in Vancouver nahm er über 500 Meter, 1000 Meter und 1500 Meter teil. Er konnte die Goldmedaille über 500 Meter gewinnen mit einer Zeit von 34,923 Sekunden, sowie die Silbermedaille über 1000 Meter.
Er leistete den olympischen Eid als Vertreter der Athleten bei der Eröffnungsfeier der Olympischen Winterspiele 2018 in Südkorea.